# Aloe rhodesiana

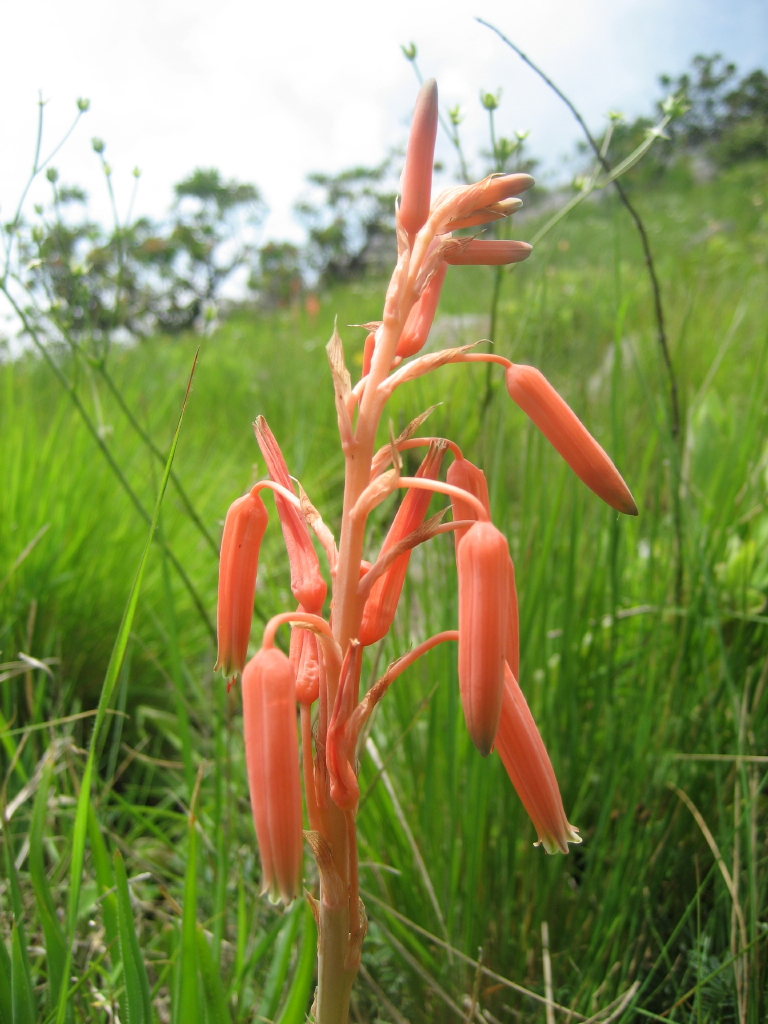
Blütenstand

Aloe rhodesiana ist eine Pflanzenart der Gattung der Aloen in der Unterfamilie der Affodillgewächse (Asphodeloideae). Das Artepitheton rhodesiana verweist auf das Vorkommen der Art im ehemaligen Südrhodesien.

## Beschreibung

### Vegetative Merkmale
Aloe rhodesiana wächst stammlos oder kurz stammbildend, ist einfach oder zwei- bis dreifach von der Basis aus verzweigt. Die Triebe erreicht eine Länge von bis zu 10 Zentimeter und ist 3 bis 4 Zentimeter dick. Die acht bis zwölf dreieckigen Laubblätter bilden eine dichte Rosette. Die trübgrüne Blattspreite ist 25 bis 30 Zentimeter lang und 4 bis 5 Zentimeter breit. Auf der Blattunterseite befinden sich gelegentlich nahe der Basis wenige elliptische weißliche Flecken. Die festen, weißen Zähne am schmalen, weißen, knorpeligen Blattrand sind etwa 0,5 bis 1 Millimeter lang und stehen 1 bis 4 Millimeter voneinander entfernt.

### Blütenstände und Blüten
Der einfache Blütenstand erreicht eine Länge von 40 bis 45 Zentimeter. Die ziemlich dichten, zylindrisch spitz zulaufenden Trauben sind 12 bis 15 Zentimeter lang und 8 Zentimeter breit. Die eiförmig-spitzen, fein zugespitzten Brakteen weisen eine Länge von 10 Millimeter auf und sind 11 Millimeter breit. Im Knospenstadium sind sie ziegelförmig angeordnet. Die lachsrosafarbenen Blüten stehen an bis zu 30 Millimeter langen Blütenstielen. Sie sind 35 Millimeter lang und an ihrer Basis verkehrt konisch verschmälert. Auf Höhe des Fruchtknotens weisen die Blüten einen Durchmesser von 6 Millimeter auf. Ihre äußeren Perigonblätter sind nicht miteinander verwachsen. Die Staubblätter und der Griffel ragen kaum aus der Blüte heraus.

## Systematik und Verbreitung
Aloe rhodesiana ist an der Grenze zwischen Mosambik und Simbabwe meist auf felsigem oder steinigem Grund in Höhen von 1200 bis 2100 Metern verbreitet.
Die Erstbeschreibung durch Alfred Barton Rendle wurde 1911 veröffentlicht.  Ein Synonym ist Aloe eylesii Christian (1936).

## Nachweise